# Aeroportul Amboseli
Aeroportul Amboseli (IATA: ASV, ICAO: HKAM) este un aeroport din Parcul Național Amboseli, Wilaya ya Kajiado⁠(d), Kenya.
Situat la o altitudine de 1.145 m, aeroportul dispune de o singură pistă.